# USS Barton (DD-722)
O USS Barton (DD-722) foi um Destroyer norte-americano que serviu durante a Segunda Guerra Mundial.

## Comandantes
| Comandante                   | Data                       |
| ---------------------------- | -------------------------- |
| Cdr. Joseph William Callahan | 30 de Dezembro de 1943 -?? |